# 那加不動丘
那加不動丘（なかふどうがおか）は、岐阜県各務原市の地名。現行行政町名は那加不動丘一丁目、那加不動丘二丁目。

## 地理
各務原市の那加地区に属する。
町域の東部は入会町、西部は那加前洞新町、南部は那加桜町、那加甥田町、那加雄飛ケ丘町、北部は那加巾下町、蘇原花園町である。
道路
- 県道93号川島三輪線
- いちょう通り
- さくら通り
- けやき通り

## 歴史
1979年（昭和54年）1月20日、那加前洞町の一部、那加入会町の一部、那加桜町3丁目の一部をもって那加不動丘が成立。

## 世帯数と人口
2024年（令和6年）10月1日現在の世帯数と人口は以下の通りである。
| 丁目             | 世帯数  | 人口  |
| ---------------- | ------- | ----- |
| 那加不動丘一丁目 | 80世帯  | 165人 |
| 那加不動丘二丁目 | 289世帯 | 680人 |
| 計               | 369世帯 | 845人 |

## 小・中学校の学区
市立小・中学校に通う場合、学区は以下の通りとなる。
| 番・番地等 | 小学校                   | 中学校               |
| ---------- | ------------------------ | -------------------- |
| 全域       | 各務原市立那加第二小学校 | 各務原市立桜丘中学校 |

## 主な施設
- 岐阜県健康科学センター
  - 岐阜県保健環境研究所
  - 岐阜保健所
- 各務原市立桜丘中学校
- 不動丘公園
- 不動寺（扇不動明王）

## 交通
- 各務原市ふれあいバス那加線